# Borussia Mönchengladbach
Borussia Verein für Leibesübungen 1900 e.V. Mönchengladbach, hay còn được gọi là Borussia Mönchengladbach (tiếng Đức: [boˈʁʊsi̯a mœnçn̩ˈɡlatbax] ⓘ) và thường được gọi là Gladbach, là một câu lạc bộ bóng đá chuyên nghiệp có trụ sở ở Mönchengladbach, Nordrhein-Westfalen, Đức. Câu lạc bộ thi đấu ở Giải bóng đá vô địch quốc gia Đức, hạng đấu hàng đầu của bóng đá Đức. Với biệt danh Die Fohlen [diː ˈfoːlən] (Những chú lừa), câu lạc bộ đã giành 5 chức vô địch quốc gia, 3 DFB-Pokal và 2 danh hiệu Cúp UEFA.
Kể từ năm 2004, Borussia Mönchengladbach thi đấu tại sân Borussia-Park thay thế cho sân Bökelbergstadion được sử dụng từ năm 1919. Tính theo số lượng thành viên, họ là câu lạc bộ lớn thứ năm ở Đức với hơn 75.000 thành viên vào năm 2016 và 93.000 thành viên tính đến năm 2021. Đối thủ kình địch chính của đội bóng là 1. FC Köln trong trận đấu được gọi là Rheinland Derby (Derby sông Rhein).

## Lịch sử

### Thời kì đầu
Borussia Mönchengladbach thời kì mới thành lập lấy tên là FC Borussia trong những năm 1900 tại quận Eicken, Mönchengladbach.
Tháng 3 năm 1914, câu lạc bộ bán sân De Kull, và xây dựng sân vân động mới là Bökelbergstadion (Boekelberg). Trong thời kỳ Chiến tranh thế giới Lần 1, đội bóng vẫn sử dụng song song 2 sân nhưng đến năm 1917 thì chuyển hẳn sang sân Boekelberg. Năm 1919, FC Borussia hợp nhất với 1 Câu lạc bộ bóng đá địa phương khác, Turnverein Germania 1889, trở thành 1899 VfTuR M.Gladbach. Câu lạc bộ dành danh hiệu đầu tiên vào năm 1920, sau khi đánh bại Kölner BC 3–1 tại trận chung kết để đăng quang giải đấu Westdeutsche Meisterschaft.
Tuy nhiên liên minh này lại tan rã chỉ sau 2 năm; cậu lạc bộ sau đó đổi tên thành Borussia VfL 1900 e.V. M.Gladbach.

### 1933–1945: Dưới thời Đức Quốc Xã
Trong thời kì Đảng Quốc Xã đang lớn mạnh và cực thịnh vào năm 1933, hệ thống các giải đấu bóng đá tại Mönchengladbach được hoàn thiện bắt đầu với 16 đội bóng – Gladbach là 1 trong những đội bóng đầu tiên của Gauliga Niederrhein, và sau đó là Bezirksklassen (các giải đấu cấp bang). Dưới thời Đức Quốc Xã, Mönchengladbach đã có 1 cầu thủ đầu tiên được lên tuyển; Heinz Ditgens chơi trong trận thắng 9–0 của Đức trước Luxembourg tại Thế vận hội Mùa Hè 1936 Olympic Games. Trong thời gian thế chiến thế giới thứ II nổ ra,các giải đấu tạm ngưng trệ, cho đến khi trở lại bình thường vào mùa giải 1944–45.

### Thời kì hậu chiến trước năm 1959

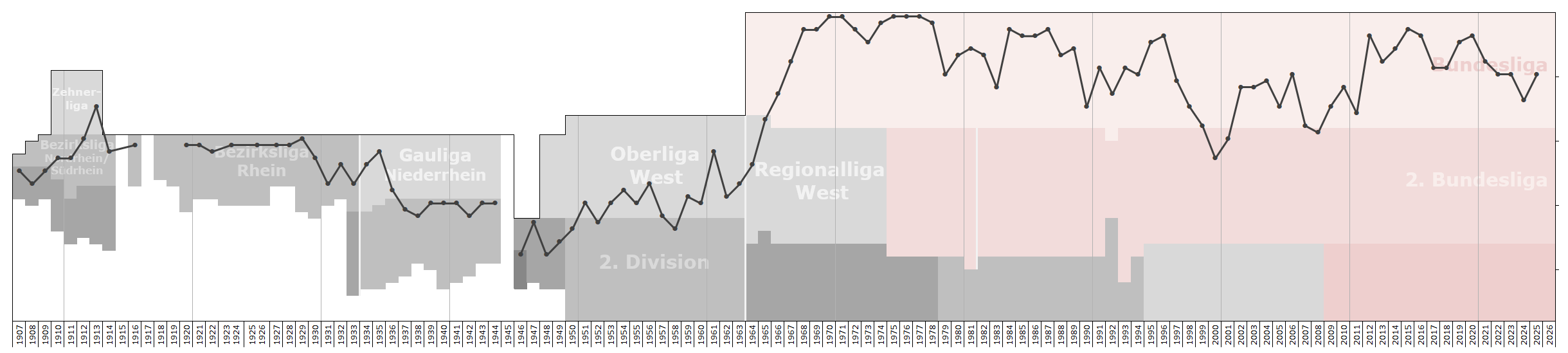
Lịch sử biểu đồ phát triển của Borussia Mönchengladbach

Cuối cùng, Mönchengladbach trở lại vào 6/1946, và thăng hạng lên Landesliga Niederrhein (hạng Nhất quốc gia khu vực bang North Rhine-Westphalia) vào năm 1949 và Oberliga West (Giải đấu cấp cao nhất của bang North Rhine-Westphalia từ năm 1947, sau này sáp nhập với các giải vô địch bang khác ở Tây Đức thành lập ra Bundesliga năm 1963), năm 1950. Sau nhiều năm lên rồi xuống hạng, Borussia có danh hiệu Oberliga đầu tiên vào mùa giải 1958–59.

### Bundesliga
| Seasons 1959–60 – 1964–65                      | Seasons 1959–60 – 1964–65 | Seasons 1959–60 – 1964–65 | Seasons 1959–60 – 1964–65 | Seasons 1959–60 – 1964–65 | Seasons 1959–60 – 1964–65 |
| Season                                         | Position                  | Goals For                 | Goals Against             | Points                    | Average Attendance        |
| ---------------------------------------------- | ------------------------- | ------------------------- | ------------------------- | ------------------------- | ------------------------- |
| Oberliga West 1959–60                          | 14                        | 27                        | 33                        | 38                        | 16,134                    |
| Oberliga West 1960–61                          | 6                         | 31                        | 29                        | 58                        | 22,400                    |
| Oberliga West 1961–62                          | 13                        | 21                        | 39                        | 42                        | 13,543                    |
| Oberliga West 1962–63]]                        | 11                        | 24                        | 36                        | 44                        | 11,200                    |
| Regionalliga West 1963–64                      | 8                         | 41                        | 35                        | 71                        | 12,000                    |
| Regionalliga West 1964–65                      | 1                         | 52                        | 16                        | 92                        | 22,334                    |
| gold: promotion to the Bundesliga as Champions |                           |                           |                           |                           |                           |

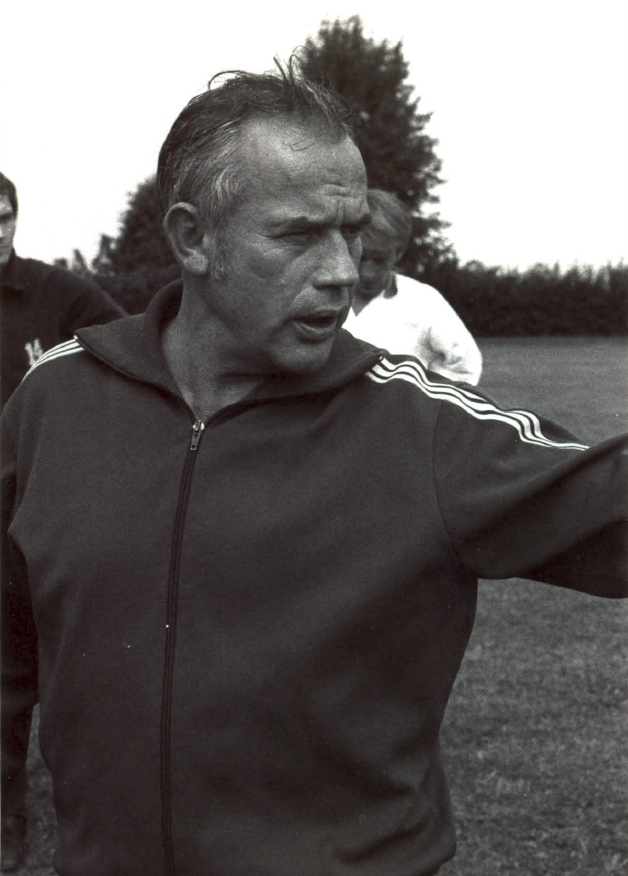
HLV Hennes Weisweiler

8/1960, Borussia Mönchengladbach đánh bại kình địch 1. FC Köln tại West German Cup. Vài tuần sau, câu lạc bộ tiếp tục vô địch DFB-Pokal, với chiến thắng trước Karlsruher SC 3–2 trong trận chung kết. Những năm tiếp theo, câu lạc bộ đổi tên thành Borussia VfL Mönchengladbach sau khi thành phố München-Gladbach đổi tên thành Mönchengladbach. Tuy nhiên, phải chờ đến 1 thập kỉ tiếp theo đội bóng mới có danh hiệu. Borussia là mội trong những đội bóng sáng lập ra Bundesliga khi giải đấu này thành lập vào năm 1963 tuy nhiên đội bóng khi đó chưa có đủ tiềm lực để trụ lại giải đấu, và sau đó họ tiếp tục phải xuống chơi ở giải hạng Nhất Tây Đức, the Regionalliga West.
Mönchengladbach trở lại Bundesliga vào mùa giải 1965–66, dưới thời Huấn luyện viên Hennes Weisweiler, Borussia dần lớn mạnh và trở thành đối trọng số 1 của Bayern Munich tại giải đấu. Hai đội bóng tham gia vào một cuộc cạnh tranh khốc liệt khi họ thay phiên nhau thống trị Bundesliga trong suốt những năm 1970s. Bayern giai đoạn này cũng đang trong thời kì hoàng kim của mình với HLV Udo Lattek và dàn sao như Franz Beckenbauer, Gerd Müller, Sepp Maier, Uli Hoeneß, Paul Breitner, Hans-Georg Schwarzenbeck và Franz Roth. Bayern là kẻ nổ phát súng đầu tiên với chức vô địch Bundesliga mùa giải 1969. Mönchengladbach sau đó cũng vô địch 2 mùa liên tiếp là 1969/1970 và 1970/1971 sau đó, trở thành đội bóng Bundesliga đầu tiên bảo vệ thành công chức vô địch.

### Thập niên 1970s: Thời kì hoàng kim
Đội hình thế kỷ của Gladbach do ban tổ chức Bundesliga bầu chọn Lưu trữ ngày 28 tháng 10 năm 2018 tại Wayback Machine
.
.
.
| Mùa giải | Đội vô địch Bundesliga   |
| 63–64    | 1. FC Köln               |
| 64–65    | Werder Bremen            |
| 65–66    | 1860 Munich              |
| 66–67    | Eintracht Braunschweig   |
| 67–68    | 1. FC Nürnberg           |
| 68–69    | Bayern Munich            |
| 69–70    | Borussia Mönchengladbach |
| 70–71    | Borussia Mönchengladbach |
| 71–72    | Bayern Munich            |
| 72–73    | Bayern Munich            |
| 73–74    | Bayern Munich            |
| 74–75    | Borussia Mönchengladbach |
| 75–76    | Borussia Mönchengladbach |
| 76–77    | Borussia Mönchengladbach |
| 77–78    | 1. FC Köln               |
| 78–79    | Hamburger SV             |
| 79–80    | Bayern Munich            |

| Mùa giải 1969–70 – 1979–80   | Mùa giải 1969–70 – 1979–80 | Mùa giải 1969–70 – 1979–80 | Mùa giải 1969–70 – 1979–80 | Mùa giải 1969–70 – 1979–80 | Mùa giải 1969–70 – 1979–80 |
| Season                       | Position                   | Goals For                  | Goals Against              | Points                     | Average Attendance         |
| ---------------------------- | -------------------------- | -------------------------- | -------------------------- | -------------------------- | -------------------------- |
| 1969–70                      | First                      | 71                         | 29                         | 51                         | 25,645                     |
| 1970–71                      | First                      | 77                         | 35                         | 50                         | 21,706                     |
| 1971–72                      | Third                      | 82                         | 40                         | 43                         | 16,294                     |
| 1972–73                      | Fifth                      | 82                         | 61                         | 39                         | 14,912                     |
| 1973–74                      | Second                     | 93                         | 52                         | 48                         | 22,265                     |
| 1974–75                      | First                      | 86                         | 40                         | 50                         | 22,150                     |
| 1975–76                      | First                      | 66                         | 37                         | 45                         | 23,647                     |
| 1976–77                      | First                      | 58                         | 34                         | 44                         | 25,135                     |
| 1977–78                      | Second                     | 86                         | 44                         | 48                         | 26,059                     |
| 1978–79                      | Tenth                      | 50                         | 53                         | 32                         | 20,129                     |
| 1979–80                      | Seventh                    | 61                         | 60                         | 36                         | 17,655                     |
| màu xanh: vô địch Bundesliga |                            |                            |                            |                            |                            |

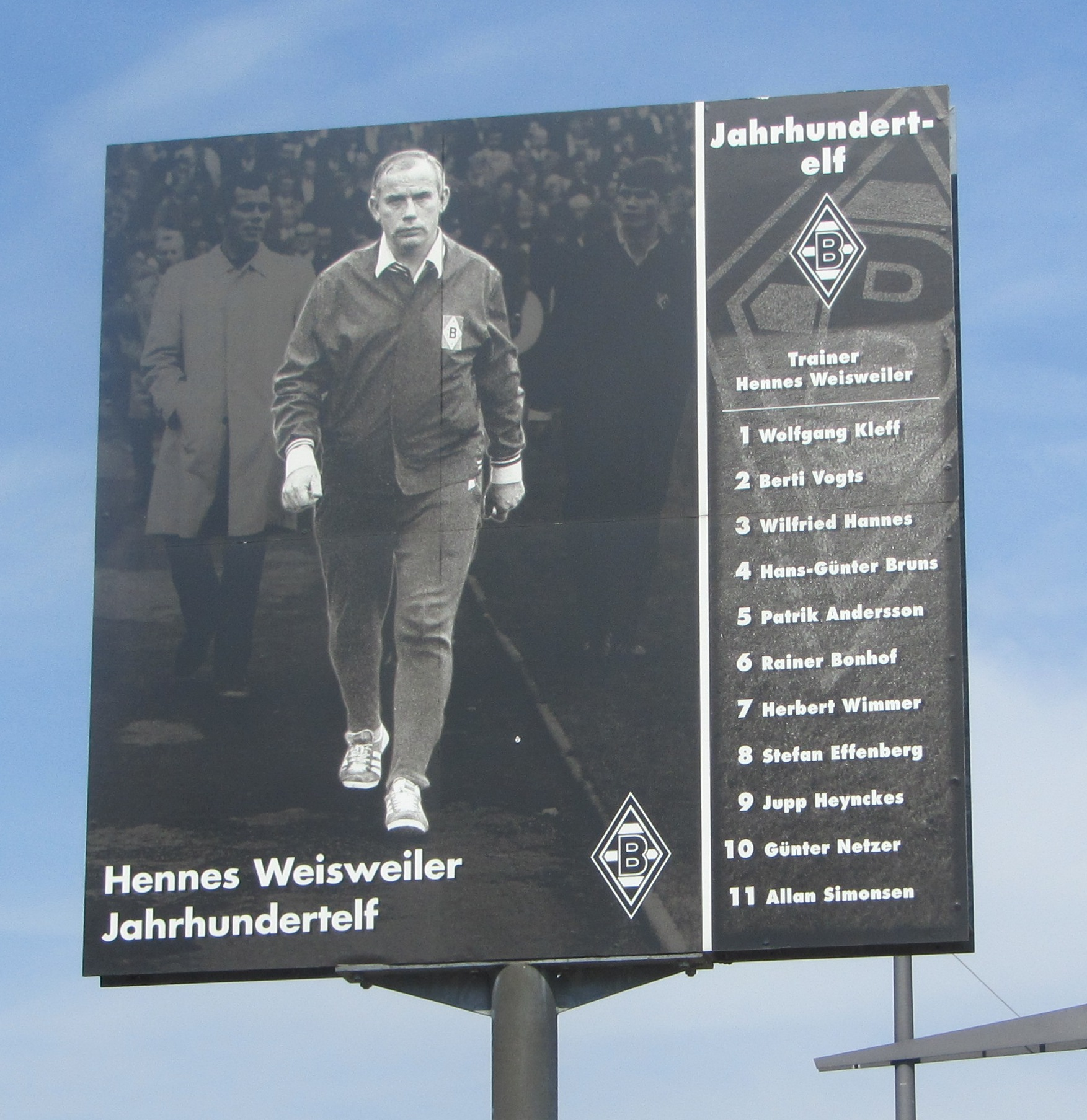
Hennes Weisweiler và đội hình thế kỷ của Borussia

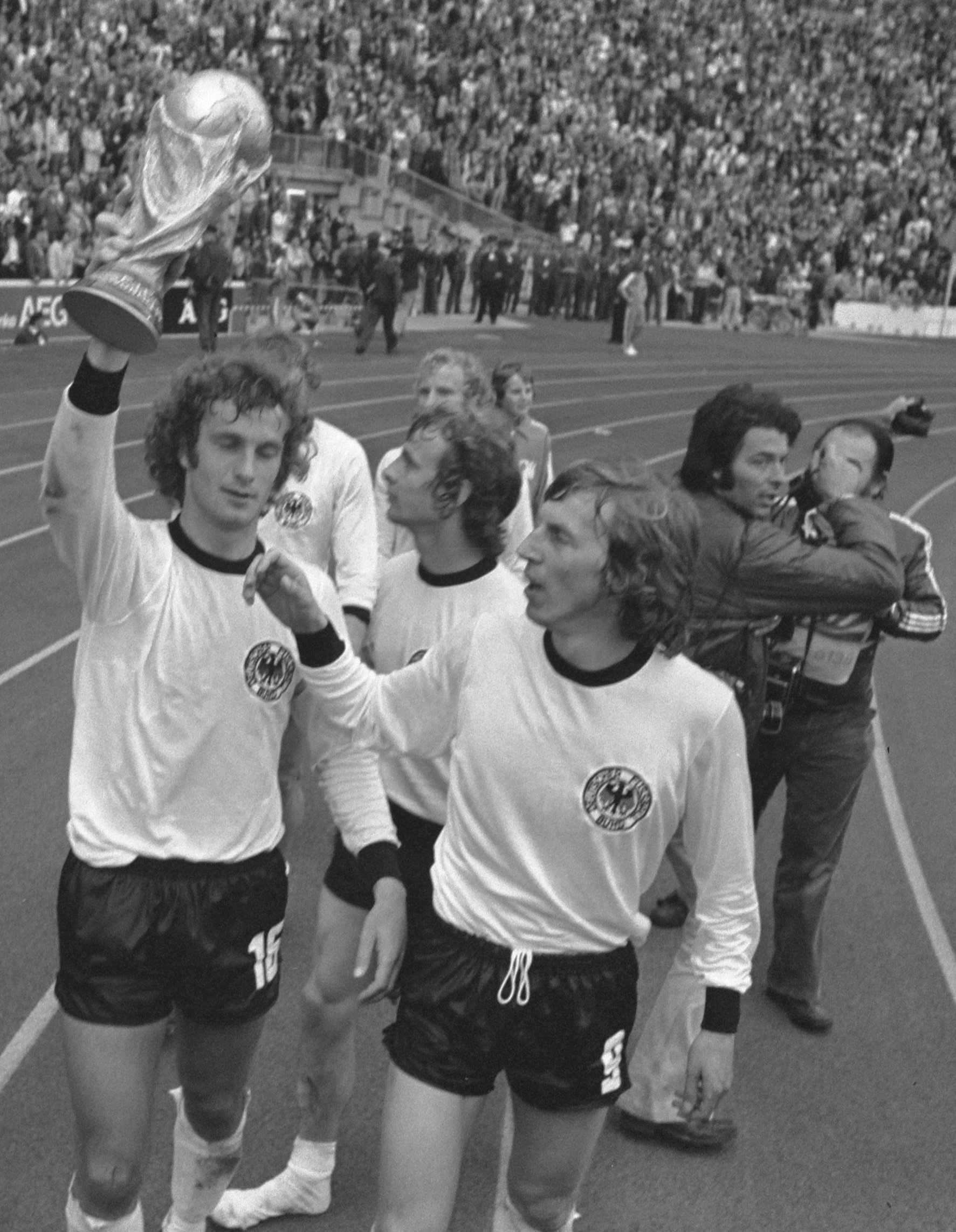
Rainer Bonhof (trái) cùng tuyển Tây Đức tại 1974 FIFA World Cup

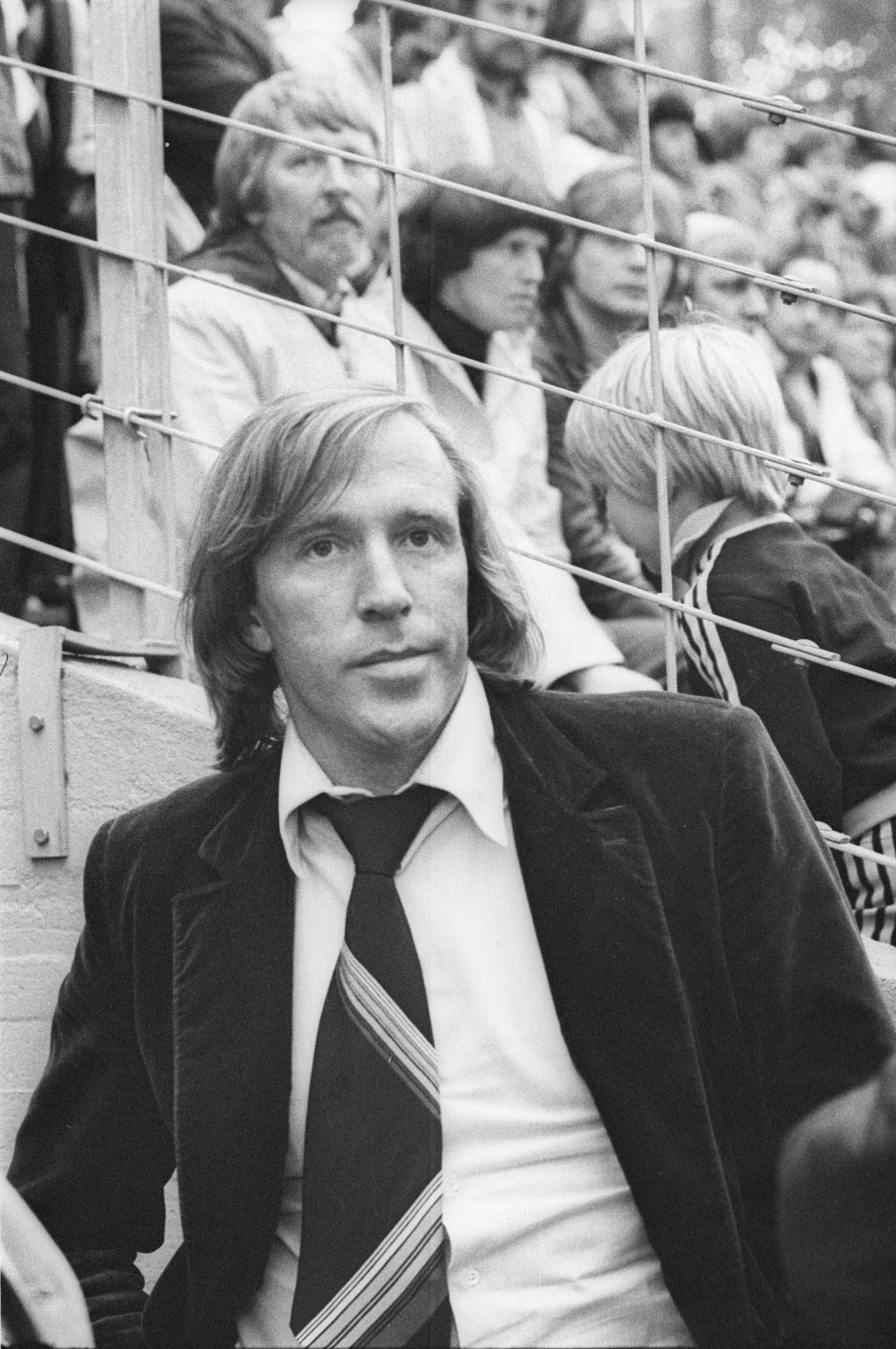
Günter Netzer

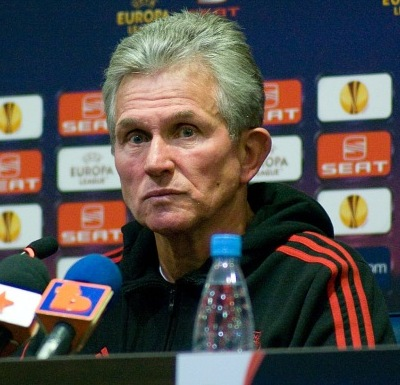
Jupp Heynckes

Bayern Munich trở thành CLB Đức đầu tiên vô địch 3 mùa giải liên tiếp, trong khi Borussia về nhì với chỉ ít hơn 1 điểm so với Bayern mùa giải 1974. Die Fohlen cũng một lần nữa dành chiến thắng 2–1 trước kình địch 1. FC Köln vào mùa giải 1973 để lần thứ 2 đăng quang DFB-Pokal. Dưới sự chỉ đạo của Hennes Weisweiler, đội hình trẻ trung của Gladbach trở nên nổi tiếng trên toàn nước Đức bởi lối chơi tấn công huỷ diệt và cạnh tranh sòng phẳng với Bayern Munich. 
Gladbach là đội bóng Đức đầu tiên dành 3 chức vô địch quốc gia liên tiếp từ mùa giải 1975 tới 1977. 
Thậm chí, Mönchengladbach lọt vào tới trận chung kết Cúp C1 Châu Âu vào năm 1977 và thua Liverpool, cùng lúc đó đội bóng cũng đã dành 2 danh hiệu UEFA Cup vào mùa giải 1975 và 1979 và về nhì tại UEFA Cup 1973 và 1980. Gladbach có tổng cộng 8 danh hiệu trong thập niên 70's, là thời gian thành công nhất của CLB.

### 1980 về sau

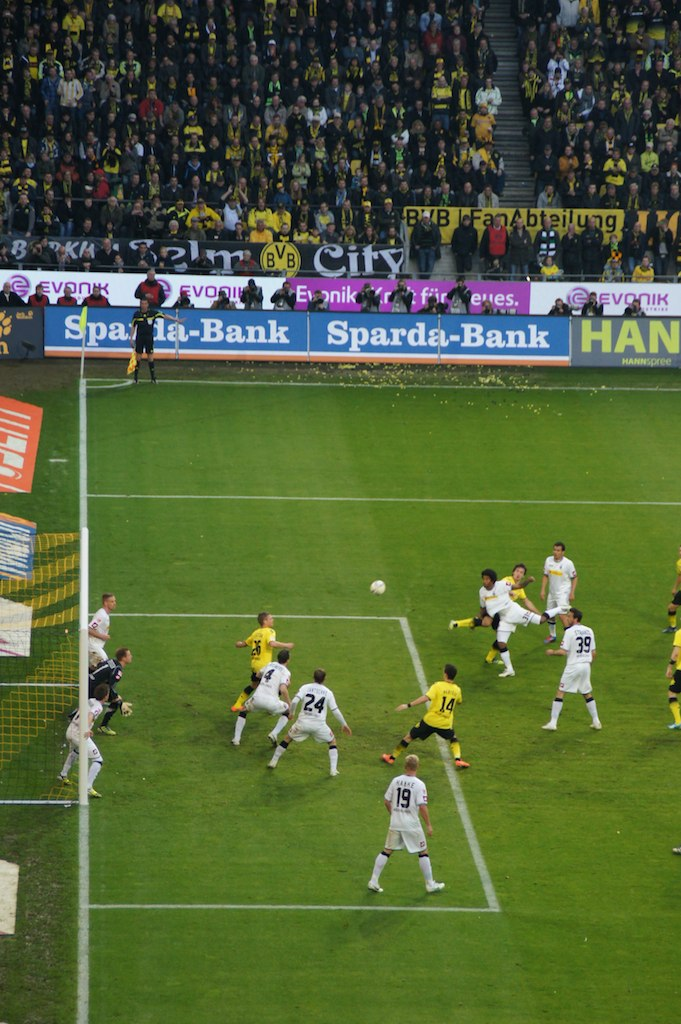
Borussia Mönchengladbach against Borussia Dortmund in April 2012

Mönchengladbach's kết thúc kỉ nguyên vàng vào những năm 1980s khi CLB bán đi những ngôi sao do tình hình tài chính khó khăn, những huấn luyện viên tài năng Hennes Weisweiler và Udo Lattek đều đã ra đi, cùng với sự trỗi dậy mạnh mẽ của Hamburger SV, đã không còn là đối trọng lớn nhất của Bayern Munich. Đội bóng thường xuyên kết thúc mùa giải ở vị trí nửa trên BXH, và mùa giải 1984 cũng khỏi sắc hơn, Die Fohlen kết thúc mùa giải trong top 4. Nhiều hơn 1 điểm so với Bayern, khi đó xếp thứ 4, cùng điểm với đội á quân Hamburger SV và đội vô địch VfB Stuttgart, chỉ khác hiệu số bàn thắng. Cũng trong mùa giải đó, Mönchengladbach đã thua trong trận chung kết DFB-Pokal trước Bayern Munich trong loạt đá penalty, Lothar Matthäus và Norbert Ringels là những người thực hiện không thành công panlty sau khi 2 đội kết thúc 90' với tỉ số 1–1. Matthäus sau đó đã gia nhập Bayern Munich với giá chuyển nhượng 2.25 triệu DM, và các fan của Gladbach khi đó đã coi ông là Judas và cũng cho rằng vì nguyên nhân này mà đá hỏng penalty.
Trong những năm 1990s, Gladbach thường xuyên ngụp lặn ở nửa dưới bảng xếp hạng. Cuối cùng, mùa giải 1999, Gladbach lần đầu xuống chơi tại 2. Bundesliga, dành 2 mùa giải rồi trở lại Bundesliga năm 2001.
Và mùa giải 2006–07, Borussia Mönchengladbach một lần nữa xuống hạng sau khi thất bại trong cuộc cạnh tranh giành vé vớt với đối thủ trực tiếp Arminia Bielefeld. Đội bóng trở lại Bundesliga vào mùa giải sau đó.

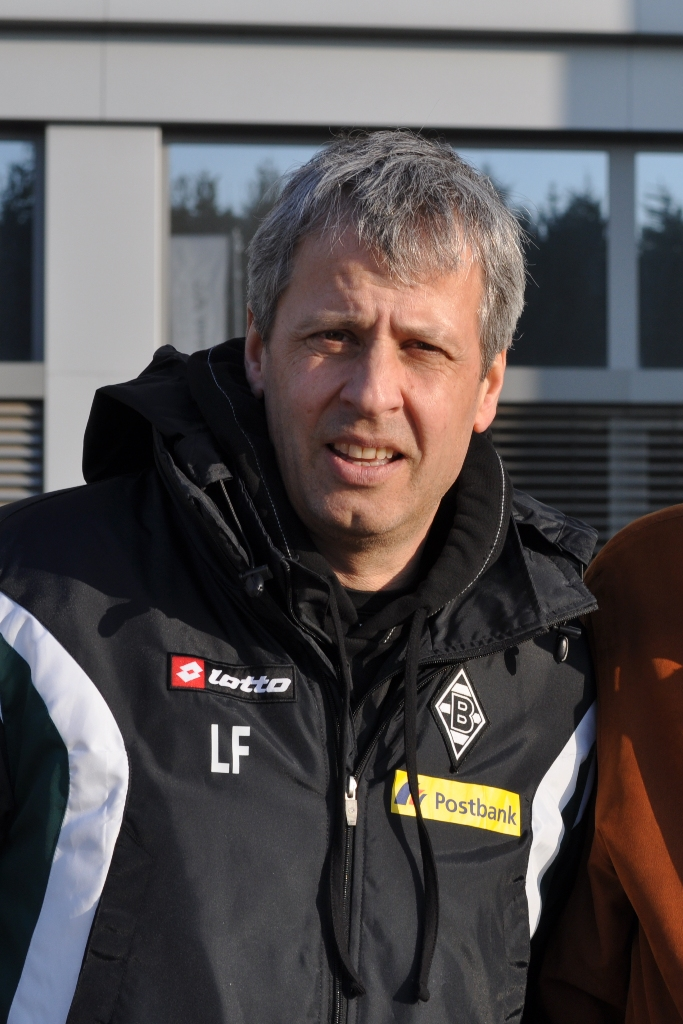
HLV Lucien Favre

Năm 2011, Lucien Favre, đã đến tiếp quản Borussia Mönchengladbach và đội bóng thường xuyên kết thúc mùa giải ở top 6 Bundesliga. Khi Favre đến, đội bóng đang phải vật lộn với cuộc chiến trụ hạng. Sang mùa giải tiếp theo, 2011–12, Gladbach đã lọt vào top 4 Bundesliga. Đội bóng đã dừng chân tại vòng sơ loại 2012–13 UEFA Champions League sau khi thua Dynamo Kyiv cả hai lượt trận.
2 Mùa giải 2013–14 Bundesliga và 2014–15 Bundesliga, Gladbach kết thúc mùa giải ở vị trí thứ 3, và vào thằng vòng bảng UEFA Champions League.. Tại mùa giải 2014/15 Gladbach cùng bảng với Juventus, Manchester City và Sevilla, có 5 điểm, sau khi hòa Juventus cả hai lượt trận và thắng Sevilla 4–2 trên sân nhà, đội bóng phải xuống chơi tại UEFA Europe Leagues và kết thúc hành trình ở vòng 1/8.
Mùa giải 2016–17, Borussia tham dự Champions League 2016-17, giành được 2 chiến thắng trước Celtic và xuống chơi tại Europa Leagues.

## UEFA club rankings
Tính đến 10 Apr 2018
| Rank | Team                     |        |
| ---- | ------------------------ | ------ |
| 46   | Celtic                   | 31.000 |
| 47   | Sporting Braga           | 30.500 |
| 48   | PAOK Thessaloniki        | 29.500 |
| 48   | Club Brugge              | 29.500 |
| 48   | Galatasaray              | 29.500 |
| 51   | Borussia Mönchengladbach | 29.000 |
| 52   | Milan                    | 28.000 |
| 53   | Steaua București         | 27.500 |
| 54   | APOEL Nicosia            | 27.000 |
| 54   | AA Gent                  | 27.000 |
| 54   | Racing Genk              | 27.000 |

## Các huấn luyện viên trong lịch sử
| Borussia Mönchengladbach coaching history from 1946 to present | Borussia Mönchengladbach coaching history from 1946 to present |
| --- | --- |

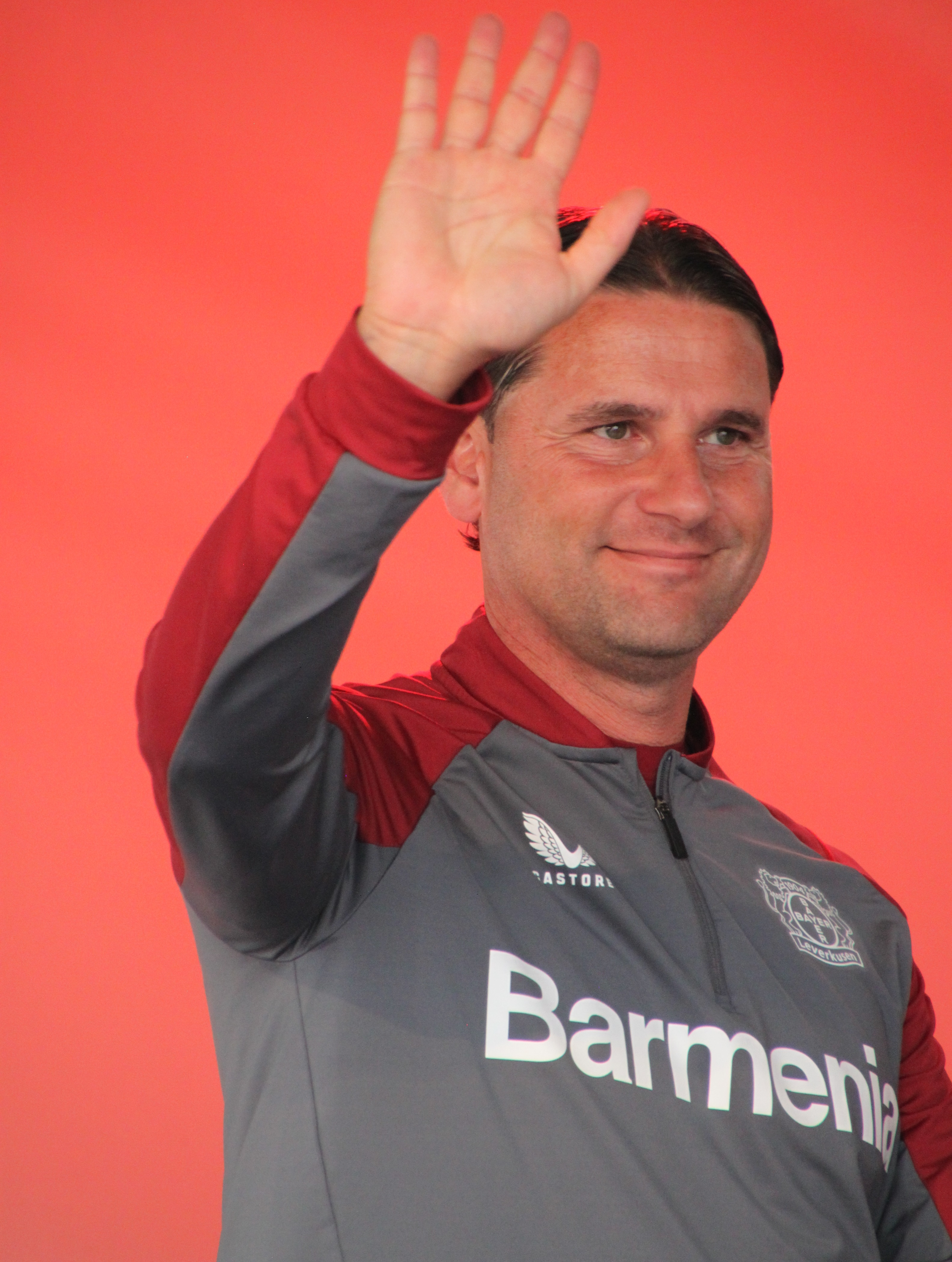
HLV hiện tại Gerardo Soane

| - Hans Krätschmer (1946–49) - Werner Sottong (1949–50) - Heinz Ditgens & Paul Pohl (1950–51) - Fritz Pliska (1951–53) - Fritz Silken (1953–55) - Klaus Dondorf (1955–57) - Fritz Pliska (1957–60) - Bernd Oles (1960–62) - Fritz Langner (1/7/1962 – 25/4/1964) - Hennes Weisweiler (1/7/1964 – 30/6/1975) - Udo Lattek (1/7/1975 – 30/6/1979) - Jupp Heynckes (1/7/1979 – 30/6/1987) - Wolf Werner (1/7/1987 – 21/11/1989) - Gerd vom Bruch (22/11/1989 – 25/12/1991) - Bernd Krauss (tạm quyền) (25/9/1991 – 7/10/1991) - Jürgen Gelsdorf (3/10/1991 – 5/11/1992) - Bernd Krauss (6/11/1991 – 7/12/1996) - Hannes Bongartz (19/12/1996 – 29/11/1997) - Norbert Meier (1/12/1997 – 31/3/1998) | - Friedel Rausch (1/4/1998 – 10/11/1998) - Rainer Bonhof (10/11/1998 – 31/8/1999) - Manfred Stefes (tạm quyền) (1999–00) - Hans Meyer (7/9/1999 – 1/3/2003) - Ewald Lienen (2/3/2003 – 21/9/2003) - Holger Fach (21/9/2003 – 27/10/2004) - Horst Köppel (interim) (27/10/2004 – 1/11/2004) - Dick Advocaat (2/11/2004 – 18/4/2005) - Horst Köppel (18/4/2005 – 14/5/2006) - Jörn Andersen (tạm quyền) (14/5/2006 – 30/6/2006) - Jupp Heynckes (1/7/2006 – 2/2/2007) - Jos Luhukay (31/1/2007 – 5/10/2008) - Christian Ziege (tạm quyền) (5/10/2008 – 18/10/2008) - Hans Meyer (18/10/2008 – 28/10/2009) - Michael Frontzeck (1/7/2009 – 13/2/2011) - Lucien Favre (14/2/2011 – 20/9/2015) - André Schubert (21/9/2015 – 21/12/2016) - Dieter Hecking (4/1/2017–6/2019) - Marco Rose (18/5/2019–30/6/2021) - Adi Hütter (1/7/2021-18/5/2022) - Daniel Farke (4/6/2022-2/6/2023) - Gerardo Soane (1/7/2023-) |

## Cầu thủ

### Đội hình hiện tại
Tính đến ngày 16 tháng 1 năm 2024
Ghi chú: Quốc kỳ chỉ đội tuyển quốc gia được xác định rõ trong điều lệ tư cách FIFA. Các cầu thủ có thể giữ hơn một quốc tịch ngoài FIFA.
| Số | VT | Quốc gia | Cầu thủ                             |
| -- | -- | -------- | ----------------------------------- |
| 1  | TM | Thụy Sĩ  | Jonas Omlin (Đội trưởng)            |
| 2  | HV | Ý        | Fabio Chiarodia                     |
| 3  | HV | Nhật Bản | Ko Itakura                          |
| 4  | HV | Pháp     | Mamadou Doucouré                    |
| 5  | HV | Đức      | Marvin Friedrich                    |
| 7  | TV | Đức      | Patrick Herrmann                    |
| 8  | TV | Đức      | Julian Weigl (Đội phó)              |
| 9  | TĐ | Pháp     | Franck Honorat                      |
| 10 | TV | Đức      | Florian Neuhaus                     |
| 13 | TĐ | Hoa Kỳ   | Jordan Pefok (mượn từ Union Berlin) |
| 14 | TĐ | Pháp     | Alassane Pléa                       |
| 17 | TV | Pháp     | Manu Koné                           |
| 18 | HV | Áo       | Stefan Lainer                       |
| 19 | TĐ | Pháp     | Nathan Ngoumou                      |

| Số | VT | Quốc gia | Cầu thủ                                 |
| -- | -- | -------- | --------------------------------------- |
| 20 | HV | Đức      | Luca Netz                               |
| 21 | TM | Đức      | Tobias Sippel                           |
| 23 | TV | Đức      | Christoph Kramer                        |
| 24 | HV | Đức      | Tony Jantschke                          |
| 25 | TĐ | Đức      | Robin Hack                              |
| 26 | HV | Đức      | Lukas Ullrich                           |
| 27 | TV | Đức      | Rocco Reitz                             |
| 28 | TĐ | Armenia  | Grant-Leon Ranos                        |
| 29 | HV | Hoa Kỳ   | Joe Scally                              |
| 30 | HV | Thụy Sĩ  | Nico Elvedi                             |
| 31 | TĐ | Séc      | Tomáš Čvančara                          |
| 33 | TM | Đức      | Moritz Nicolas                          |
| 39 | HV | Áo       | Maximilian Wöber (mượn từ Leeds United) |
| 41 | TM | Đức      | Jan Olschowsky                          |

### Retired numbers
- 12 – the 12th man, dedicated to fans

### Loans
Ghi chú: Quốc kỳ chỉ đội tuyển quốc gia được xác định rõ trong điều lệ tư cách FIFA. Các cầu thủ có thể giữ hơn một quốc tịch ngoài FIFA.
| Số | VT | Quốc gia | Cầu thủ |
| -- | -- | -------- | ------- |

### Đội ngũ huấn luyện
| Role                               | Nation      | Name                |
| ---------------------------------- | ----------- | ------------------- |
| Sporting director                  | Germany     | Roland Virkus       |
| Manager                            | Switzerland | Gerardo Seoane      |
| Assistant Manager                  | Switzerland | Patrick Schnarwiler |
| First-Team coach                   | Germany     | Christopher John    |
| First-Team coach                   | Germany     | Oliver Neuville     |
| Goalkeeping coach                  | Germany     | Uwe Kamps           |
| Goalkeeping coach                  | Germany     | Fabian Otte         |
| Trainer transition area            | Poland      | Eugen Polanski      |
| Athletic trainer                   | Germany     | Alexander Mouhcine  |
| Athletic trainer                   | Germany     | Jonas Rath          |
| Athletic trainer                   | Germany     | Markus Müller       |
| Team doctor                        | Germany     | Dr. Heribert Ditzel |
| Team doctor and orthopedic surgeon | Germany     | Dr. Stefan Hertl    |
| Team doctor and orthopedic surgeon | Germany     | Ralf Doyscher       |
| Physiotherapist                    | Germany     | Holger Wagner       |
| Physiotherapist                    | Germany     | Hendrik Schreiber   |
| Physiotherapist                    | Germany     | Dirk Müller         |
| Physiotherapist                    | Poland      | Adam Szordykowski   |

## Thống kê cá nhân
Tính riêng Bundesliga

### Top ra sân
| #   | Name                  | Matches |
| --- | --------------------- | ------- |
| 1°  | Berti Vogts           | 419     |
| 2°  | Uwe Kamps             | 390     |
| 3°  | Herbert Wimmer        | 366     |
| 4°  | Christian Hochstätter | 339     |
| 5°  | Hans-Günter Bruns     | 331     |
| 6°  | Wolfgang Kleff        | 321     |
| 7°  | Hans-Jörg Criens      | 290     |
| 8°  | Jupp Heynckes         | 283     |
| 9°  | Michael Klinkert      | 274     |
| 10° | Martin Schneider      | 266     |

### Top ghi bàn
| #   | Name              | Goals |
| --- | ----------------- | ----- |
| 1°  | Jupp Heynckes     | 195   |
| 2°  | Herbert Laumen    | 97    |
| 3°  | Hans-Jörg Criens  | 92    |
| 4°  | Günter Netzer     | 82    |
| 5°  | Uwe Rahn          | 81    |
| 6°  | Allan Simonsen    | 76    |
| 7°  | Frank Mill        | 71    |
| 8°  | Hans-Günter Bruns | 61    |
| 9°  | Martin Dahlin     | 60    |
| 10° | Wilfried Hannes   | 58    |

## Danh hiệu
5 chức vô địch Bundesliga từ năm 1963 tới nay của Borussia Mönchengladbach giúp đội bóng có 2 ngôi sao vàng.

### Quốc nội
Bundesliga:
- Vô địch (5): 1969–70, 1970–71, 1974–75, 1975–76, 1976–77

Cúp quốc gia Đức:
- Vô địch (3): 1959–60, 1972–73, 1994–95

Siêu cúp Đức:
- Vô địch (1): 1977 (Không chính thức)

2. Bundesliga:
- Vô địch (1): 2007–08

### Châu âu
- UEFA Champions League / Cúp C1:

- Á quân (1): 1976-77

- UEFA Europa League / Cúp UEFA: 2

- Vô địch (2): 1975, 1979

### Quốc tế
Intercontinental Cup:
- Về nhì (1): 1977

### Các danh hiệu khác
Kirin Cup:
- Vô địch (1): 1978 (Shared with SE Palmeiras)

Joan Gamper Trophy:
- Vô địch (1): 1972

Orange Trophy:
- Vô địch (1): 1977

### Trẻ
Giải bóng đá U-17 Đức:
- Vô địch (1): 1981

Giải bóng đá vô địch U-17 Đức phía Tây
- Vô địch (1): 2009

## Danh hiệu cá nhân
Các cầu thủ của câu lạc bộ đã từng đoạt các danh hiệu sau:
Cầu thủ của năm - châu Âu
- 1977 Allan Simonsen
- 1986 Igor Belanov

Cầu thủ của năm - Đức
- 1971 Berti Vogts
- 1972 Günter Netzer
- 1973 Günter Netzer
- 1979 Berti Vogts
- 1987 Uwe Rahn
- 1990 Lothar Matthäus
- 1999 Lothar Matthäus

Cầu thủ của năm - Úc
- 1996 Damian Mori

Cầu thủ của năm - Úc
- 1986 Anton Polster
- 1997 Anton Polster

Cầu thủ của năm - Bỉ
- 2001 Wesley Sonck

Cầu thủ của năm - Đan Mạch
- 1994 Thomas Helveg

Cầu thủ của năm - Thụy Điển
- 1993 Martin Dahlin
- 1995 Patrik Andersson
- 2001 Patrik Andersson

Cầu thủ của năm - Mĩ
- 1997 Kasey Keller
- 1999 Kasey Keller
- 2005 Kasey Keller

Vua phá lưới Bundesliga
- 1974 - 30 bàn - Jupp Heynckes (cùng với Gerd Müller (FC Bayern München))
- 1975 - 29 bàn - Jupp Heynckes
- 1987 - 24 bàn - Uwe Rahn
- 1995 - 20 bàn - Heiko Herrlich (cùng với Mario Basler (Werder Bremen))

Bàn thắng đẹp nhất mùa giải
- 1971: Ulrik Le Fevre
- 1972: Günter Netzer
- 1973: Günter Netzer
- 1978: Rainer Bonhof
- 1979: Harald Nickel
- 2005: Kasper Bögelund
- 2006: Oliver Neuville